# 農夫とその子どもたち

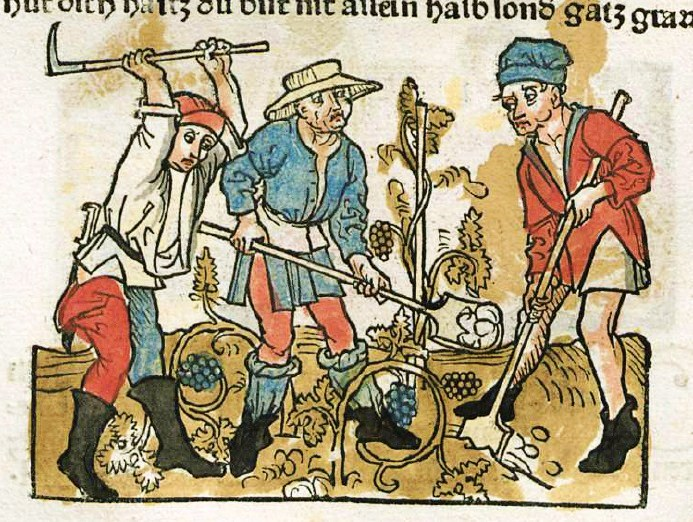
農夫とその子どもたち

「農夫とその子どもたち」（のうふとそのこどもたち）は、イソップ寓話のひとつ。ペリー・インデックス42番。

## あらすじ
ある農夫に働かない3人の子供が居た。年老いた農夫が亡くなる間際に、畑に宝物が隠してあるから収穫を終えたら深く掘り起こしてみよと子供達に言い残す。子供達は言いつけ通り畑の隅々を深く掘り返すが宝物は見つからない。しかし、翌年の収穫は、畑がよく耕されたことから今までにない大豊作に恵まれた。

## 教訓
労働こそが宝である。労働の尊さの教え。